# Springsteen and E Street Band 2023 Tour
Springsteen and E Street Band 2023 Tour è una tournée mondiale intrapresa dal cantautore statunitense Bruce Springsteen con la E Street Band nel 2023, la prima insieme dopo sei anni.

## Concerti
| Data              | Città               | Nazione          | Impianto                       |
| America del Nord  | America del Nord    | America del Nord | America del Nord               |
| ----------------- | ------------------- | ---------------- | ------------------------------ |
| 1 febbraio 2023   | Tampa               | Stati Uniti      | Amalie Arena                   |
| 3 febbraio 2023   | Atlanta             | Stati Uniti      | State Farm Arena               |
| 5 febbraio 2023   | Orlando             | Stati Uniti      | Amway Center                   |
| 7 febbraio 2023   | Hollywood (Florida) | Stati Uniti      | Hard Rock Live                 |
| 10 febbraio 2023  | Dallas              | Stati Uniti      | American Airlines Center       |
| 14 febbraio 2023  | Houston             | Stati Uniti      | Toyota Center                  |
| 16 febbraio 2023  | Austin              | Stati Uniti      | Moody Center                   |
| 18 febbraio 2023  | Kansas City         | Stati Uniti      | T-Mobile Center                |
| 21 febbraio 2023  | Tulsa               | Stati Uniti      | BOK Center                     |
| 25 febbraio 2023  | Portland            | Stati Uniti      | Moda Center                    |
| 27 febbraio 2023  | Seattle             | Stati Uniti      | Climate Pledge Arena           |
| 2 marzo 2023      | Denver              | Stati Uniti      | Ball Arena                     |
| 5 marzo 2023      | Saint Paul          | Stati Uniti      | Xcel Energy Center             |
| 7 marzo 2023      | Milwaukee           | Stati Uniti      | Fiserv Forum                   |
| 16 marzo 2023     | Filadelfia          | Stati Uniti      | Wells Fargo Center             |
| 18 marzo 2023     | University Park     | Stati Uniti      | Bryce Jordan Center            |
| 20 marzo 2023     | Boston              | Stati Uniti      | TD Garden                      |
| 23 marzo 2023     | Buffalo             | Stati Uniti      | KeyBank Center                 |
| 25 marzo 2023     | Greensboro          | Stati Uniti      | Greensboro Coliseum            |
| 27 marzo 2023     | Washington          | Stati Uniti      | Capital One Arena              |
| 29 marzo 2023     | Detroit             | Stati Uniti      | Little Caesars Arena           |
| 1 aprile 2023     | New York            | Stati Uniti      | Madison Square Garden          |
| 3 aprile 2023     | Brooklyn            | Stati Uniti      | Barclays Center                |
| 5 aprile 2023     | Cleveland           | Stati Uniti      | Rocket Mortgage FieldHouse     |
| 7 aprile 2023     | Baltimora           | Stati Uniti      | CFG Bank Arena                 |
| 9 aprile 2023     | Elmont              | Stati Uniti      | UBS Arena                      |
| 11 aprile 2023    | Elmont              | Stati Uniti      | UBS Arena                      |
| 14 aprile 2023    | Newark              | Stati Uniti      | Prudential Center              |
| Europa            |                     |                  |                                |
| 28 aprile 2023    | Barcellona          | Spagna           | Stadio olimpico Lluís Companys |
| 30 aprile 2023    | Barcellona          | Spagna           | Stadio olimpico Lluís Companys |
| 5 maggio 2023     | Dublino             | Irlanda          | RDS Arena                      |
| 7 maggio 2023     | Dublino             | Irlanda          | RDS Arena                      |
| 9 maggio 2023     | Dublino             | Irlanda          | RDS Arena                      |
| 13 maggio 2023    | Parigi              | Francia          | Paris La Défense Arena         |
| 15 maggio 2023    | Parigi              | Francia          | Paris La Défense Arena         |
| 18 maggio 2023    | Ferrara             | Italia           | Parco urbano Giorgio Bassani   |
| 21 maggio 2023    | Roma                | Italia           | Circo Massimo                  |
| 25 maggio 2023    | Amsterdam           | Paesi Bassi      | Johan Cruijff Arena            |
| 27 maggio 2023    | Amsterdam           | Paesi Bassi      | Johan Cruijff Arena            |
| 30 maggio 2023    | Edimburgo           | Scozia           | Stadio di Murrayfield          |
| 11 giugno 2023    | Landgraaf           | Paesi Bassi      | Megaland                       |
| 13 giugno 2023    | Zurigo              | Svizzera         | Stadio Letzigrund              |
| 16 giugno 2023    | Birmingham          | Inghilterra      | Villa Park                     |
| 18 giugno 2023    | Werchter            | Belgio           | Festivalpark Werchter          |
| 21 giugno 2023    | Düsseldorf          | Germania         | Merkur Spiel-Arena             |
| 24 giugno 2023    | Göteborg            | Svezia           | Ullevi                         |
| 26 giugno 2023    | Göteborg            | Svezia           | Ullevi                         |
| 28 giugno 2023    | Göteborg            | Svezia           | Ullevi                         |
| 30 giugno 2023    | Oslo                | Norvegia         | Voldsløkka Stadion             |
| 2 luglio 2023     | Oslo                | Norvegia         | Voldsløkka Stadion             |
| 6 luglio 2023     | Londra              | Inghilterra      | Hyde Park                      |
| 8 luglio 2023     | Londra              | Inghilterra      | Hyde Park                      |
| 11 luglio 2023    | Copenaghen          | Danimarca        | Stadio Parken                  |
| 13 luglio 2023    | Copenaghen          | Danimarca        | Stadio Parken                  |
| 15 luglio 2023    | Amburgo             | Germania         | Volksparkstadion               |
| 18 luglio 2023    | Vienna              | Austria          | Stadio Ernst Happel            |
| 21 luglio 2023    | Hockenheim          | Germania         | Hockenheimring                 |
| 23 luglio 2023    | Monaco di Baviera   | Germania         | Stadio Olimpico                |
| 25 luglio 2023    | Monza               | Italia           | Autodromo nazionale di Monza   |
| America del Nord  |                     |                  |                                |
| 9 agosto 2023     | Chicago             | Stati Uniti      | Wrigley Field                  |
| 11 agosto 2023    | Chicago             | Stati Uniti      | Wrigley Field                  |
| 16 agosto 2023    | Filadelfia          | Stati Uniti      | Citizens Bank Park             |
| 18 agosto 2023    | Filadelfia          | Stati Uniti      | Citizens Bank Park             |
| 24 agosto 2023    | Foxborough          | Stati Uniti      | Gillette Stadium               |
| 26 agosto 2023    | Foxborough          | Stati Uniti      | Gillette Stadium               |
| 28 agosto 2023    | Washington          | Stati Uniti      | Nationals Park                 |
| 30 agosto 2023    | East Rutherford     | Stati Uniti      | MetLife Stadium                |
| 1 settembre 2023  | East Rutherford     | Stati Uniti      | MetLife Stadium                |
| 3 settembre 2023  | East Rutherford     | Stati Uniti      | MetLife Stadium                |
| 7 settembre 2023  | Syracuse            | Stati Uniti      | JMA Wireless Dome              |
| 9 settembre 2023  | Baltimora           | Stati Uniti      | Oriole Park at Camden Yards    |
| 12 settembre 2023 | Pittsburgh          | Stati Uniti      | PPG Paints Arena               |
| 14 settembre 2023 | Pittsburgh          | Stati Uniti      | PPG Paints Arena               |
| 16 settembre 2023 | Uncasville          | Stati Uniti      | Mohegan Sun Arena              |
| 19 settembre 2023 | Albany              | Stati Uniti      | MVP Arena                      |
| 21 settembre 2023 | Columbus            | Stati Uniti      | Nationwide Arena               |
| 3 novembre 2023   | Vancouver           | Canada           | Rogers Arena                   |
| 6 novembre 2023   | Edmonton            | Canada           | Rogers Place                   |
| 8 novembre 2023   | Calgary             | Canada           | Scotiabank Saddledome          |
| 10 novembre 2023  | Winnipeg            | Canada           | Canada Life Centre             |
| 14 novembre 2023  | Toronto             | Canada           | Scotiabank Arena               |
| 16 novembre 2023  | Toronto             | Canada           | Scotiabank Arena               |
| 18 novembre 2023  | Ottawa              | Canada           | Canadian Tire Centre           |
| 20 novembre 2023  | Montreal            | Canada           | Bell Centre                    |
| 30 novembre 2023  | Phoenix             | Stati Uniti      | Footprint Center               |
| 2 dicembre 2023   | San Diego           | Stati Uniti      | Pechanga Arena                 |
| 4 dicembre 2023   | Inglewood           | Stati Uniti      | Kia Forum                      |
| 6 dicembre 2023   | Inglewood           | Stati Uniti      | Kia Forum                      |
| 8 dicembre 2023   | San Francisco       | Stati Uniti      | Chase Center                   |
| 10 dicembre 2023  | San Francisco       | Stati Uniti      | Chase Center                   |

### Concerti rinviati
- 9 marzo 2023, Columbus, rinviato per malattia di Springsteen al 21 settembre[5]
- 12 marzo 2023, Uncasville, rinviato per malattia di Springsteen al 16 settembre[5]
- 14 marzo 2023, Albany, rinviato per malattia di Springsteen al 19 settembre[5]
- 16 e 18 agosto 2023 Filadelfia, rinviati a data da destinarsi per malattia di Springsteen.[6]

## Formazione
- Bruce Springsteen – voce, chitarra, armonica a bocca e pianoforte
- E Street Band[7]
  - Roy Bittan – pianoforte e tastiere
  - Jake Clemons – sassofono, percussioni e cori
  - Charles Giordano – organo elettronico, glockenspiel elettronico e fisarmonica
  - Nils Lofgren – chitarra, pedal steel guitar, banjo e cori
  - Patti Scialfa – chitarra acustica e cori
  - Garry Tallent – basso elettrico
  - Soozie Tyrell – violino, chitarra acustica e cori
  - Steven Van Zandt – chitarra, mandolino e cori
  - Max Weinberg – batteria

con
- Ed Manion – sassofono baritono, sassofono tenore, percussioni
- Ozzie Melendez – trombone, percussioni
- Curt Ramm – tromba, percussioni
- Barry Danielian – tromba, percussioni
- Anthony Almonte – percussioni, cori
- Curtis King Jr. – cori, percussioni
- Lisa Lowell – cori, percussioni
- Michelle Moore – cori, percussioni
- Ada Dyer – cori, percussioni

Patti Scialfa ha partecipato solo ad alcuni concerti.